# Folc Tallaferro
Folc Tallaferro fou comte d'Angulema. Era el quart descendent de la branca bastarda d'Arnald II Manser i era fill del comte Jofré Tallaferro i Peronel·la d'Archiac. Pel testament patern va rebre les terres de Bouteville, d'Archiac, de Marcillac i de Montignac, que venien de la seva mare. Va tenir diverses guerres menors contra els seus veïns, sent la més important la que va lliurar contra el seu germà, el bisbe Guillem d'Angulema, que tenia diverses possessions eclesiàstiques. També es va enfrontar a Guillem VIII d'Aquitània.
Es va casar en primeres noces amb Peronel·la o Petronila, la qual va fundar el monestir de Saint-Paul de Bouteville, on fou enterrada. Es va casar en segones noces amb Condoha, que podria ser filla del comte Robert d'Eu o del cap normand Vegena.
Va morir entre 1087 i 1089 segons les fonts, deixant de la seva segona unió:
- Guillem IV Tallaferro, que el va succeir com a comte.
- Jofré
- Folc